# Province de Huancabamba
La province de Huancabamba (en espagnol : Provincia de Huancabamba) est l'une des huit provinces de la région de Piura, au nord-ouest du Pérou. Son chef-lieu est la ville de Huancabamba.

## Géographie
La province couvre une superficie de 4 254,14 km2. Elle est limitée au nord par l'Équateur, à l'est par la région de Cajamarca, au sud par la région de Lambayeque et à l'ouest par la province d'Ayabaca.
Située à l'extrême sud du département de Piura, la province de Huancabamba fut créée le 14 janvier 1865 et est une des huit provinces du département de Piura.
La province de Huancabamba est composée des huit districts suivants: Huancabamba (capitale distritale: Huancabamba - 1929 m d'altitude), El Carmen de la frontera(capitale distritale:Sapalache - 2450 m d'altitude), Lalaquiz (capitale distritale: Tunal - 1000 m d'altitude), Canchaque (capitale distritale: Canchaque - 1198 m d'altitude), Sondor (capitale distritale: Sondor - 2050 m d'altitude, Sondorillo (capitale distritale: Sondorillo - 1888 m d'altitude),
San Miguel del Faique (capitale distritale: San Miguel del Faique - 1050 m d'altitude)

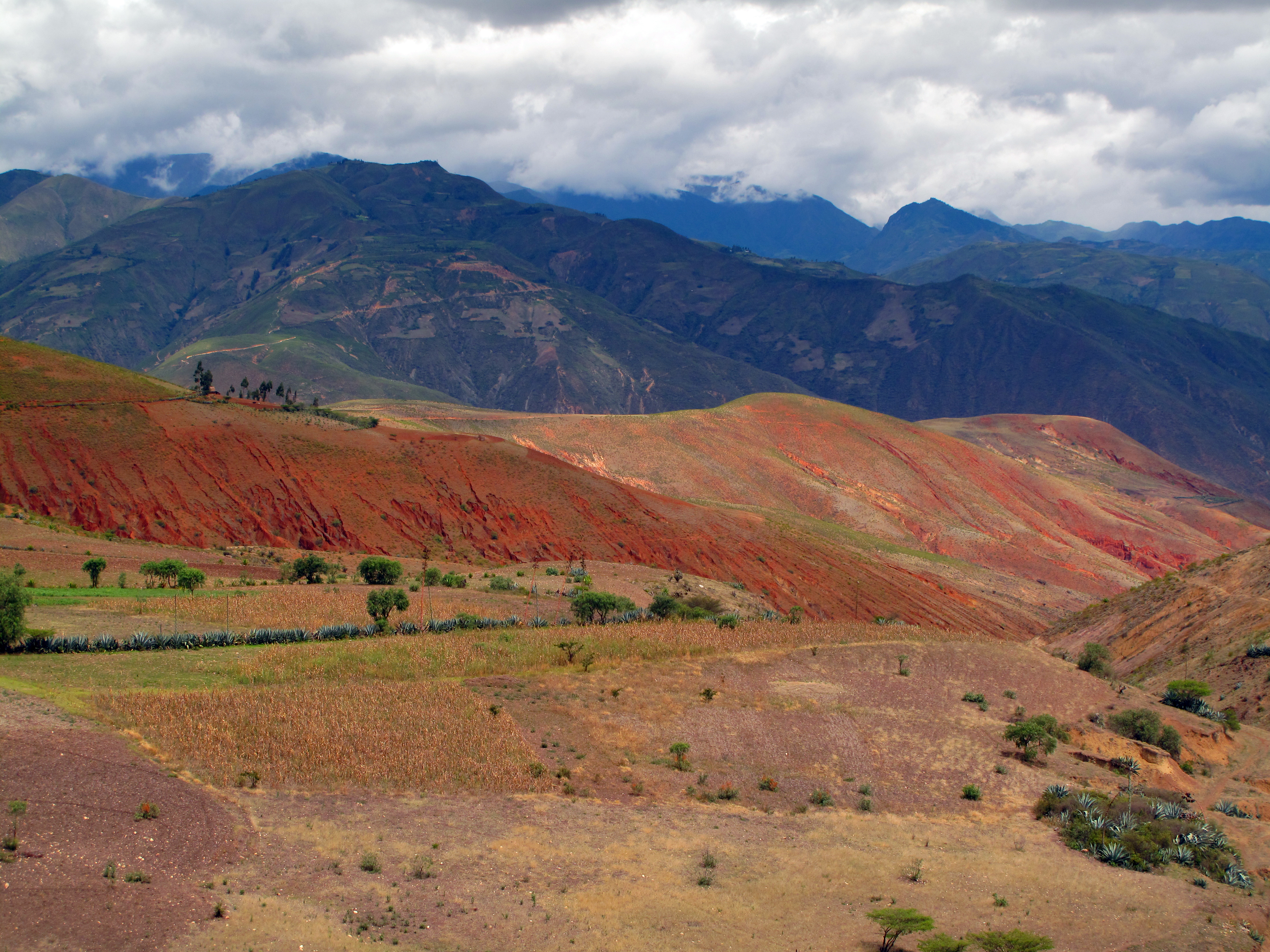
Érosion des sols au sud de Huancabamba

## Population
La province comptait 123 456 habitants en 2005.
La majorité de la population de la province de Huancabamba vit dans 260 hameaux qui forment la province.

## Subdivisions
La province de Huancabamba est divisée en huit districts :
- Canchaque
- El Carmen de la Frontera
- Huancabamba
- Huarmaca
- Lalaquiz
- San Miguel de el Faique
- Sondor
- Sondorillo

## Climat
Dans les parties basses de la province de Huancabamba, le climat est légèrement humide et tempéré. Dans les parties hautes, le climat est humide et froid. La période de pluie s'étend de janvier à avril. Après cette période, le climat redevient printanier.
Les températures extrêmes sont 13 °C et 24 °C. La température moyenne est de 18 °C

## Sites touristiques
Las Huaringas:  "Las Huaringas" sont un ensemble de lagunes situées dans les montagnes surplombant Huancabamba, dans une zone appelée "paramos". Cet ensemble de lagunes donnent naissance à de nombreuses rivières dont la rivière Huancabamba qui naît de la lagune Shimbe. La lagune Shimbe est une des lagunes les plus importantes du groupe de lagunes de "las Huaringas". L'accès à ces lagunes se fait généralement accompagné d'un chamane (maestro curandero) mais il est également possible de s'y rendre seul. Le complexe de las Huaringas est l'attraction touristique la plus importante de Huancabamba, attirant chaque année des milliers de touristes. Situées à quelque 3 200 m d'altitude, les lagunes de las Huaringas sont connues pour leurs vertus curatives.  Les lagunes les plus visitées sont les lagunes Shimbe, Negra, del Torro et del Rey.